# Chénas
Chénas – miejscowość i gmina we Francji, w regionie Owernia-Rodan-Alpy, w departamencie Rodan.
Według danych na rok 1990 gminę zamieszkiwały 372 osoby, a gęstość zaludnienia wynosiła 45 osób/km² (wśród 2880 gmin regionu Rodan-Alpy Chénas plasuje się na 1260. miejscu pod względem liczby ludności, natomiast pod względem powierzchni na miejscu 1256.).